# Олександр Ранкович
Олекса́ндр Ра́нкович (серб. Александар Ранковић, сербохорв. Aleksandar Ranković, партійне прізвисько Лека; нар. 28 листопада 1909 — пом. 20 серпня 1983) — член Політбюро ЦК КПЮ, сподвижник Тіто, керівник Відділення захисту народу (військової і таємної поліції) наприкінці та відразу після Другої світової війни, віце-президент Народної скупщини Народної Республіки Сербії у 1944—1946 рр., міністр внутрішніх справ комуністичної Югославії у 1946—1953 рр., віце-президент СФРЮ у 1963—1966 рр. Діяч партизанського руху 1941—1945 рр., учасник боїв на Югославському фронті, Народний герой Югославії від 4 липня 1945 р., генерал-полковник. Зміщений із посади віце-президента Югославії та виключений із партії 1 липня 1966 на четвертій сесії ЦК СКЮ на Бріунах через скандал із прослуховуванням президента Тіто керованою Ранковичем Службою державної безпеки (УДБА).
Вважався третьою за впливом людиною в керівництві держави після Тіто і Карделя. За переконаннями ортодоксальний великосерб. Був провідником ідеї централізованої Югославії і протистояв зусиллям, спрямованим на децентралізацію, яку розглядав як таку, що суперечить інтересам сербської єдності. Бувши керівником спецслужб післявоєнної Югославії, провів сербізацію їх управлінського апарату. Встановив у Косові поліційну державу і домігся для сербів панівного становища у партноменклатурі Соціалістичного автономного краю Косово. Підтримував жорстку позицію щодо албанців Косова, яких зазвичай підозрювали у веденні підривної діяльності. Належить до числа осіб, які несуть найбільшу відповідальність за терор югославської таємної поліції і масові вбивства після Другої світової війни, здебільшого хорватів, словенців, боснійців і косовських албанців.
Популярність націоналістичної політики Ранковича в Сербії стала очевидною на його похороні в 1983 році, де була присутня досить велика кількість людей (бл. 100 тис.). Багато хто вважав Ранковича сербським «національним» вождем. Політика Ранковича нерідко сприймається як основа сербської націоналістичної програми Слободана Мілошевича.